# Ошейниковая либия
Ошейниковая либия (лат. Lybius torquatus) — вид птиц из рода либий семейства африканских бородаток (Lybiidae). Выделяют 7 подвидов. Распространены в Африке южнее Сахары.

## Описание
Ошейниковая либия — небольшая птица длиной около 18 см, массой от 35 до 50 г, с большой головой и большим клювом, окаймлённым щетинками. Половой диморфизм не выражен. У номинативного подвида длина крыла варьирует от 8,8 до 9,6 см; длина хвоста — от 5,3 до 6,1 см, а клюва — от 2,15 до 2,48 см.
Лоб, верхняя часть головы, лицо, кроющие ушей, подбородок и горло, а также передняя часть груди обычно красного цвета. У некоторых особей окраска этих частей тела оранжево-красная или розовато-красная. Блестящая черная полоса проходит вдоль задних частей кроющих уха, боковых сторон шеи, передней части спины и, в виде более узкой полосы, по центру груди. Верхняя часть спины коричневатого цвета с небольшими чёрными и бледно-жёлтыми пятнами; надхвостье и верхняя часть хвоста у некоторых особей полностью жёлтые. Рулевые перья коричневые сверху, серовато-коричневые снизу. Нижняя сторона тела под чёрной полосой на груди желтоватая, у некоторых особей с мелкими коричневато-чёрными крапинками. Бока  тела бледно-желтовато-белые, кроющие подхвостья желтовато-белые, иногда с коричневыми продольными полосами. Крылья коричневые с узкой жёлтой окантовкой. Клюв чёрный. Голая кожа вокруг глаз серовато-чёрная. Радужная оболочка от красной до пурпурно-красной, тёмно-бордовой или коричневой. Ноги и ступни от серого до чёрного цвета.
Молодые птицы похожи на взрослых особей, но красные участки на передней части тела первоначально ограничены небольшими пятнами на подбородке, горле и груди. В целом они более бледного желтоватого цвета, чем взрослые особи, а чёрная полоса на них имеет более коричневатый оттенок. Глаза серые.

## Вокализация
Ошейниковая либия — один из четырёх рода Lybius, представители которого регулярно поют дуэтом. Пение одиночных птиц у данного вида не зарегистиировано. Громкий дуэт слышится  как «too-puddly too-puddly too-puddly» или «too-doodle too-doodle» и сопровождается хлопаньем крыльев. В дополнение к взмахам крыльев птицы в паре смотрят друг на друга во время переклички и наклоняются вперед, церемонно кланяясь друг другу. Кроме этого, эти птицы издают разнообразные звуки, включая предупреждающий рык и громкое жужжание. Рычание вероятно является инициирующим звуком для начала пения дуэтом. Песня «too-puddly» на самом деле является антифональным дуэтом. Это означает, что одна птица из пары поет первую ноту, затем другая птица из пары поет вторую ноту. Наблюдателям кажется, что пение исходит от одной птицы. Время между моментом, когда одна птица перестает петь, и моментом, когда другая птица в паре подхватывает песню, называется «временем слухового отклика», которое составляет у этой птицы примерно 178 мс.

## Биология
Ошейниковая либия — территориальная птица, размер охраняемой территории варьирует в зависимости от местных условий региона. Например, в Кении размер территории составляет 21 га, в Замбии — 50 га, а в Южной Африке — до 125 га.
Ошейниковая либия питается в основном плодами (преимущественно инжира) и ягодами. В состав рациона входят также насекомые. 
Ошейниковая либия гнездится в дуплах, которые выдалбливают оба родителя в мёртвом дереве или ветке. Обычно в каждом сезоне размножения выдалбливается новое дупло, но иногда используются старые дупла. Изредка гнездо располагается в заброшенных дуплах дятлов. Дупло обычно находится на высоте от двух до четырёх метров от земли. В кладке от одного до пяти яиц. Инкубация длится 18—19 дней. Насиживающая птица не покидает гнездо, даже обеспокоенная человеком. В уходе за птенцами принимают участи  обе родительские особи и несколько помощников из предыдущих выводков. После выклева птенцов один из членов группы постоянно находится рядом с дуплом. Родители и другие помощники приносят корм птенцам. Птенцы открывают глаза через 11—19 дней после рождения, а примерно на 28-й день жизни начинают появляться в входа в дупло. Полностью оперяются и встают на крыло через 33—35 дней после рождения, но остаются вместе с членами группы в течение как минимум пяти месяцев.

## Подвиды и распространение
Выделяют 7 подвидов:
- L. t. zombae (Shelley, 1893) - от юга Танзании до юга Малави и северо-востока и центра Мозамбика
- L. t. pumilio Grote, 1927 — от востока Демократической Республики Конго до запада Танзании, севера Малави, востока Замбии и северо-запада Мозамбика
- L. t. irroratus (Cabanis, 1878) — от востока Кении до центра Танзании
- L. t. congicus (Reichenow, 1898) — от юга Демократической Республики Конго и севера Анголы до севера Замбии
- L. t. vivacens Clancey, 1977 — от востока Зимбабве до юга Малави и юга Мозамбика
- L. t. bocagei (de Sousa, JA, 1886) — от юга Анголы и севера Намибии до юго-запада Замбии, запада Зимбабве и северо-запада Ботсваны
- L. t. torquatus (Dumont, 1805) — юго-восток Ботсваны и ЮАР